# Polisportiva Trani 1990-1991
Questa voce raccoglie le informazioni riguardanti  la Polisportiva Trani nelle competizioni ufficiali della stagione 1990-1991.

## Rosa
| N. |                   | Ruolo | Calciatore               |
| -- | ----------------- | ----- | ------------------------ |
|    | Italia (bandiera) | P     | Michele Albergo          |
|    | Italia (bandiera) | D     | Giuseppe Arrabito        |
|    | Italia (bandiera) | D     | Fabrizio Battaglia       |
|    | Italia (bandiera) | D     | Flavio Borsani           |
|    | Italia (bandiera) | D     | Vincenzo Bovio           |
|    | Italia (bandiera) | D     | Marcello Chiricallo (II) |
|    | Italia (bandiera) | C     | Michele Colasanto        |
|    | Italia (bandiera) | C     | Osvaldo Dalla Bona       |
|    | Italia (bandiera) | A     | Ignazio Damato           |
|    | Italia (bandiera) | D     | Vito Fanelli             |
|    | Italia (bandiera) | A     | Michele Gentile          |
|    | Italia (bandiera) | C     | Massimo Gerundini        |

| N. |                   | Ruolo | Calciatore         |  |
| -- | ----------------- | ----- | ------------------ |  |
|    | Italia (bandiera) | P     | Daniele Goletti    |  |
|    | Italia (bandiera) | D     | Mario Guadalupi    |  |
|    | Italia (bandiera) | D     | Dario Italia       |  |
|    | Italia (bandiera) | C     | Manuel Marini      |  |
|    | Italia (bandiera) | A     | Francesco Micciola |  |
|    | Italia (bandiera) | C     | Vincenzo Modica    |  |
|    | Italia (bandiera) | C     | Paolo Ottavi       |  |
|    | Italia (bandiera) | C     | Nicola Piccolo     |  |
|    | Italia (bandiera) | C     | Cosimo Recchia     |  |
|    | Italia (bandiera) | C     | Donato Terrevoli   |  |
|    | Italia (bandiera) | P     | Roberto Valzano    |  |